# Contaduría

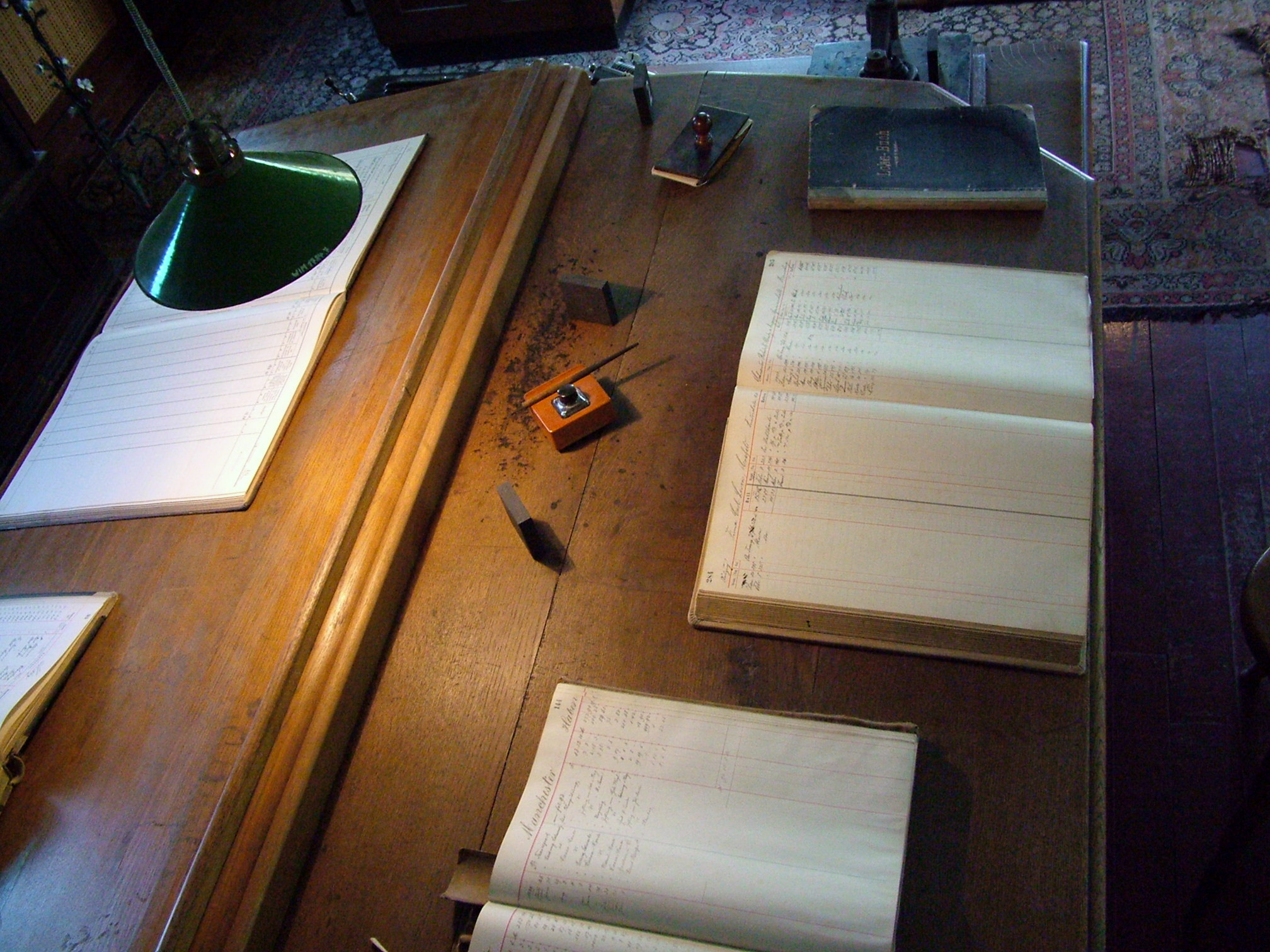
Libros contables de 1910

La contaduría pública es una profesión y una disciplina que tiene como fin satisfacer necesidades de la sociedad mediante la medición, evaluación, ordenamiento, análisis e interpretación de realidad económica de las empresas o los individuos, y la preparación de informes sobre la correspondiente situación financiera, sobre los cuales se basan las decisiones de los empresarios, acreedores, demás terceros interesados y el Estado acerca del futuro de dichos entes económicos. 
Esta se encarga de registrar los estados financieros de una empresa u organización, predecir futuros problemas en base a la toma de decisiones.
Por lo tanto, es una rama del saber cuyos fundamentos y objetivos giran en torno a la obtención de medidas y relaciones cuantitativas para la toma de decisiones, a través de la aplicación de instrumentos y técnicas matemáticas sobre cifras y datos suministrados por la contabilidad, transformándolos para su debida interpretación.
Además de esto, tiene la capacidad de crear procesos para que sean gestionados y analizados juntamente con la información financiera de entidades organizaciones e individuos, En pocas palabras, la contaduría es una rama de las ciencias económicas y administrativas que busca recolectar información financiera sobre el desempeño, la posición financiera y los flujos de caja y efectivo de una empresa.
La persona dedicada a esta profesión es capaz de seleccionar y establecer sistemas contables; valuar, clasificar y registrar transacciones financieras; elaborar, analizar e interpretar estados financieros; elaborar las políticas financieras de una entidad; formular proyectos de inversión, establecer y mantener relaciones con las fuentes de crédito; determinar las contribuciones a cargo de la misma; formular los planes y programas de auditoría; revisar el funcionamiento del sistema contable; observar el control interno administrativo; formular planes y programas de auditoría financiera y fiscal; revisar el control interno de las entidades sujetas a dictamen; analizar e interpretar las evidencias encontradas para fundamentar una opinión dentro de una auditoría y dictaminar los estados financieros.

## Desde sus orígenes hasta el Renacimiento
Puede afirmarse que la contaduría se desarrolló a lo largo de las siguientes etapas del desarrollo de las civilizaciones:
- La división del trabajo.
- La invención de la escritura.
- La utilización de una medida de valor.

Como señala Federico Gertz Manero en Origen y evolución de la contabilidad: Ensayo histórico, para poder hacer una visión histórica de la contabilidad, es pertinente hacerlo a la luz de los elementos que constituyen el objetivo de la actividad contable.
“Si partimos de que el objetivo de la contabilidad es conservar un testimonio de naturaleza perenne de los hechos económicos ocurridos en el pasado.”
Para el año 6000 a. C., se contaba ya con los elementos necesarios o indispensable para conceptuar la existencia de una actividad contable, ya que el hombre había formado grupos, inicialmente como cazadores, posteriormente como agricultores y pastores, y se había dado ya inicio a la escritura y a los números, elementos necesarios para la actividad contable."
Se tiene como el antecedente más remoto una tablilla de barro de origen sumerio en Mesopotamia, cerca del 6000 a. C. Respecto a Egipto, es común ver en los jeroglíficos a los escribas, los cuales representan ciertamente a los contadores de aquella época, realzando su labor contable. En relación con Grecia, es ineludible que en un pueblo con el desarrollo intelectual, político y social como el griego, esta práctica debió también desarrollarse de manera importante. Hablar de Roma es hablar de una época muy importante en la evolución de la contabilidad. A pesar de que los romanos escribieron una gran cantidad de obras la mayor de ellas trataban el derecho, pero en relación con la contabilidad o a las prácticas contables, no existe un acervo importante. “Expresa el Acepta” son los términos técnicos que constantemente emplearon los textos latinos al referirse a cuestiones contables.

## Edad Media
Durante este periodo se inició el feudalismo, en el cual no cesó totalmente el comercio, por lo que las prácticas contables debieron de ser usuales, aun cuando esta actividad se volviese casi exclusiva del señor feudal y de los monasterios europeos. La contabilidad en Italia, en el siglo VIII, era una actividad usual y necesaria. Tres ciudades italianas dieron gran uso e impulso a la actividad contable: Génova, Florencia y Venecia, lugares donde se usaba y se alentaba la contabilidad por partida doble, como en la actualidad.
También puede citarse el célebre juego de libros empleados por la Comuna Genovesa, en los que la contabilidad se llevaba a la usanza de la época, empleando los términos “debe” y “haber”, utilizando asientos cruzados y manejando las cuentas Pérdidas y Ganancias.

## Contaduría a través del tiempo
Internacionalmente: 
- 1581: Profesionales se comienzan a dedicar al trabajo contable, Venecia.
- 1854: Se crea la institución con más antigüedad "Institute of Chartered Accountants of Scotland", Edimburgo.
- 1880: Se crea el Institute of Chartered Accountants of England and Wales, (ICAEW), Inglaterra.
- 1881: Se establece una sociedad parecida al "ICAEW", Francia.
- 1885: Se funda la primera sociedad de contadores, Austria.
- 1887: Se funda la Asociación Americana de Contadores Públicos en Estados Unidos.
- 1895: Primera sociedad de contadores en Holanda.
- 1896: Primera sociedad de contadores en  Alemania.
- 1917: La Asociación Americana de Contadores Públicos cambia su nombre a "Instituto Americano de Contadores", Estados Unidos .
- 1957: Instituto Americano de Contadores cambia a "Instituto Norteamericano de Contadores", Estados Unidos.[3]

En México:
- 1917: Con once contadores de comercio se crea la Asociación de Contadores Públicos.
- 1923: Se funda el Instituto de Contadores Públicos Titulados de México.
- 1948. Se establece el Instituto de Contadores Públicos en Monterrey, Nuevo León.
- 1949: Se funda el Colegio de Contadores Públicos de México.
- 1949: Se crea el Instituto de Contadores Públicos de La Laguna.
- 1957: Durante la celebración del 50 aniversario de la contaduría se planea la unificación de ésta a nivel nacional.
- 1964: Se conforman las bases para la creación del IMCP como instituto nacional.
- 1965: En el estado de Chihuahua se aprueba que el IMCP se vuelva un organismo nacional.
- 1977: Se otorga el registro del a la primera Federación de Profesionistas de México, actualmente Instituto Mexicano de Contadores Públicos, A.C.[4]

## Ramas de la contaduría
Las ramas de la contaduría son las siguientes:
- Contabilidad: A través de ella se obtiene información generada por la comercialización de productos y servicios. Procesa datos de carácter económico, cuantificándolos, presentándolos y revelándolos como información financiera, a través de estados financieros y sus notas.
- Sociedades: Proporciona elementos de juicio para regular contablemente las organizaciones donde intervienen dos o más personas como propietarios.
- Costos: Genera información financiera relativa a la transformación de materia prima en productos. Determina cuánto cuesta fabricar un satisfactor.
- Fiscal: Emite información relativa a los impuestos. Sirve para calcularlos y pagarlos correctamente.
- Auditoría: Opina sobre la razonabilidad de la información financiera. En términos generales, se encarga de revisar lo que hacen las otras ramas.
- Contabilidad administrativa

## Disciplinas que ayudan a la contaduría
- Matemáticas: Ayuda a interpretar y resolver conflictos mediante un procedimiento de lógica.
- Derecho: Entra en el contexto social brindando herramientas para conocer el marco legal.
- Administración: Se encarga del cumplimiento de las metas mediante la optimización.
- Economía: Estudia los factores sociales que ocurren para producir medios de existencia, distribución y consumo. Además de la generación o pérdida de la riqueza.
- Informática: Ayuda al desarrollo o implantación de sistemas para la organización de una entidad.
- Ciencias sociales: Estudian el comportamiento tanto social como individual.
- Finanzas: Permite una optimización de recursos financieros para el cumplimiento de un objetivo.[6]

## La contaduría según diferentes puntos de vista
- Técnica: "La contabilidad es la técnica que nos ayuda a registrar, en términos monetarios, todas las operaciones contables que celebra la empresa, proporcionando, además los medios para implantar un control que permita obtener información veraz y oportuna a través de los estados financieros, así como una correcta interpretación de ellos."  
  - (Raúl Niño Álvarez).

- Artística: "La contabilidad es el arte de registrar, clasificar y resumir en forma significativa y en términos monetarios, las transacciones y eventos que sean, cuándo menos parcialmente, de carácter financiero, así como la interpretación de sus resultados." 
  - (American Institute of Certificated Accountants).

- Científica: "La contabilidad es la ciencia que establece las normas y procedimientos para registrar, cuantificar, analizar e interpretar los hechos económicos que afecten al patrimonio de los comerciantes individuales o empresas organizadas bajo la forma de sociedades mercantiles."  
  - (Marcos Sastrías Freundenberg).

- Profesionalmente: "La contaduría pública, definida como profesión, es aquella disciplina que satisface las necesidades de información financiera de los diversos usuarios o interesados en el desempeño de una entidad". 
  - Elizondo López.[7]

## Análisis financiero
El proceso de análisis financiero se fundamenta en el empleo de herramientas y conjuntos de técnicas que se aplican a los estados financieros y demás datos complementarios con el propósito de obtener medidas y relaciones cuantitativas que señalen el comportamiento, no sólo del ente económico sino también de algunas de sus variables más significativas.